# Miguel Ángel Mejía Múnera
Miguel Ángel Mejía Múnera alias "Pablo Arauca" o "el Mellizo" (Cali, 11 de julio de 1959) es un narcotraficante colombiano. Junto con sus hermanos el fallecido Víctor Manuel  crearon un cartel de la droga llamado "Los Nevados" después de que fracasara su intento por pasar como paramilitares en el proceso de paz con el gobierno.
Informes de inteligencia señalan que "Los Mellizos" compraron a las Autodefensas Unidas de Colombia una fuerza paramilitar en el año 2001 por valor de dos millones de dólares que les daría acceso a hombres entrenados y armamento y el derecho a utilizar las siglas AUC y actuar a su nombre como comandantes en el departamento de Arauca. Miguel Ángel llamó a su recién adquirida "franquicia paramilitar" Bloque Vencedores de Arauca y desde entonces utilizó el "nombre de guerra" de "Comandante Pablo Arauca". A cambio de emprender luchas contra la guerrilla en dicha región, tendría acceso a las plantaciones de coca y rutas del narcotráfico de la zona.
Con dicho ejército también buscó sin éxito hacerse pasar por paramilitar en el proceso de paz de las AUC con el gobierno.
En enero de 2006, "Los Mellizos" empezaron a gestar la organización conocida como "Los Nevados", una vez desmovilizado el Bloque Tayrona al mando de Hernán Giraldo Serna que fue adquirido por los mellizos por valor de 5 millones de dólares reclutando a 400 de los 1200 excombatientes de las AUC.

## Captura y extradición
El 2 de mayo de 2008, Mejía Múnera fue capturado por la policía colombiana en Honda - Tolima, días después de que su hermano Víctor Manuel había sido dado de baja.
Mejía fue extraditado a Estados Unidos el 4 de marzo de 2009 para responder por el delito de narcotráfico.